# Strahlungsgesetze
Die Strahlungsgesetze sind physikalische Formeln, die die Abgabe von elektromagnetischer Strahlung (Wärmestrahlung) in Abhängigkeit von der Temperatur eines Körpers angeben.
Man unterscheidet:
- Kirchhoffsches Strahlungsgesetz
- Plancksches Strahlungsgesetz
- Rayleigh-Jeans-Gesetz
- Stefan-Boltzmann-Gesetz
- Wiensches Strahlungsgesetz
- Wiensches Verschiebungsgesetz